# Trompetenzungen
Die Trompetenzungen (Salpiglossis) sind eine Gattung in der Familie der Nachtschattengewächse (Solanaceae).

## Beschreibung

### Vegetative Merkmale
Trompetenzungen sind einjährige oder ausdauernde krautige Pflanzen oder Sträucher, die Wuchshöhen von 0,3 bis 1 Metern erreichen können. Alle oberirdischen Pflanzenteile sind dicht, klebrig behaart.
Die basalen Laubblätter bilden manchmal eine Rosette und können bis zu 4 bis 7 cm lang werden, manchmal erreichen sie jedoch nur eine Länge von 0,2 bis 1,5 cm. Die Blätter sind  eiförmig-elliptisch, länglich-elliptisch oder linear-elliptisch, sind aufsitzend oder besitzen nur kurze Blattstiele. Der Blattrand ist ganzrandig, buchtig-gezähnt, fiederlappig oder manchmal auch fiederspaltig. 

### Generative Merkmale
Die fast sitzenden oder an 1 bis 2 cm langen Blütenstielen befindlich Blüten stehen einzel oder in rispige Blütenständen.
Die Blüten sind geruchlos (Salpiglossis sinuata) oder leicht duftend (Salpiglossis spinescens). Für gewöhnlich sind die Blüten offenblütig, manchmal sind sie jedoch auch geschlossen und selbst befruchtend. Die zwittrigen Blüten besitzen eine doppelte Blütenhülle. Der Kelch ist glockenförmig, radiärsymmetrisch und 0,7 bis 1 cm lang; fünflappig, die Lappen gleich lang, dreieckig oder länglich. Die offenblütigen Blüten besitzen eine trichterförmige, an der Basis zylindrische, zygomorphe Krone aus 2,3 bis 5 cm langen, geflammten Kronblättern, deren Rand leicht gekerbt ist. Die geschlossenen Blüten haben eine verkürzte Krone von nur 10 bis 11 mm Länge. Die 4 Staubblätter sind ungleich lang mit ungleichen Antheren und der Fruchtknoten ist oberständig mit hohlem Griffel, es ist ein Diskus vorhanden. Ein Staminodium kann vorkommen, die Narbe ist kopfig oder lippenförmig und gefurcht.
Die kleinen Kapselfrüchte sind eiförmig, 9 bis 15 mm lang und überragen den Kelch nur leicht oder sind sogar etwas kleiner. In jeder Frucht befinden sich meist 50 bis 120 Samen, gelegentlich sogar bis zu 300.
Die Blüten sind kleisto- oder chasmogam.

## Chromosomen
Die Gattung Salpiglossis weist eine Basischromosomenzahl von x = 11 auf, Salpiglossis sinuata ist tetraploid (n = 22).

## Vorkommen
Die Gattung Salpiglossis kommt nur in den südlichen Anden vor, Salpiglossis spinescens kommt als Xerophyt im nördlichen Chile zwischen der Atacamawüste und Coquimbo vor, Salpiglossis sinuata ist zwischen dem südlichen Wendekreis und Valdivia zu finden.

## Kultivierung
Seit dem frühen 19. Jahrhundert wurden die Trompetenzungen in Europa als Zierpflanze gezogen. Durch ihre  auffallenden Blüten in verschiedenen Farben wurden sie schnell zu bekannten Gartenpflanzen und sind so in den gemäßigten Gebieten der ganzen Welt zu finden.

## Systematik
Die Gattung Salpiglossis wurde 1794 durch Hipólito Ruiz López und José Antonio Pavón y Jiménez in Florae Peruvianae, et Chilensis Prodromus, sive novorum generum plantrum peruvianum, et chilensium descriptiones et icones, 94, Tafel 19 aufgestellt.
Die Gattung Salpiglossis besteht nur aus folgenden zwei Arten: 
- Trompetenzunge (Salpiglossis sinuata Ruiz & Pav.)
- Salpiglossis spinescens Clos